# Alan Buchanan
Alan Gilmore Buchanan (né le 28 octobre 1952) BA, MA, est un administrateur universitaire canadien et un ancien politicien de l'Île-du-Prince-Édouard.
Un natif du hameau agriculteur de Belfast dans le sud-est du comté de Queens, Buchanan est un diplômé de l'Université de l'Île-du-Prince-Édouard et de l'Université Queen's. Buchanan fut un membre de Assemblée législative de l'Île-du-Prince-Édouard durant les administrations de Joe Ghiz et Catherine Callbeck, ayant plusieurs positions dans le cabinet, comme le ministre des affaires provinciales et ministre de la santé. Buchanan a eu des positions de bureaucrate supérieur et conseiller politique ainsi qu'enseignant à l'université. Il fut nommé à la 'Commission du droit au Canada' de 1999-2003.
Buchanan fut un candidat pour le Congrès d'investiture de 2003 pour le Parti libéral de l'Île-du-Prince-Édouard mais perdît de peu à Robert Ghiz.
Ensuite, Buchanan a travaillé comme officier des Communications intergouvernementales avec Island Telecom et plus tard avec Aliant, aussi il a créé sa propre compagnie de consultation et de communication.
En juin 2005, il fut nommé au poste registraire à son alma mater, l'Université de l'Île-du-Prince-Édouard.
Buchanan a contribué des articles au journal Canadian Ethnic Studies. Il a aussi aidé à établir le conseil du Institute of Island Studies.
Il est le fils de Samuel Buchanan et de Mae Gilmore, Buchanan a marié Deborah Ann Watts en 1978.

## Source
- (en) Cet article est partiellement ou en totalité issu de l’article de Wikipédia en anglais intitulé « Alan Buchanan » (voir la liste des auteurs).